# Shalcombe
Shalcombe – wieś w Anglii, na wyspie Wight. Leży 12 km na zachód od miasta Newport i 131 km na południowy zachód od Londynu.